# Ádám Gyurcsó
Ádám Gyurcsó (Tatabánya, 6. ožujka 1991.) mađarski je nogometaš koji igra na poziciji lijevog krila. Trenutačno igra za AEK Larnacu i mađarsku nogometnu reprezentaciju.

## Klupska karijera

### Videoton i Kecskemét
U Videoton je došao 2008. godine iz Tatabánye, a prve je tri sezone uglavnom igrao za drugu momčad. U sezoni 2010./11., ostvaruje učinak od 10 golova i 14 asistencija te biva prebačen u kadar prve momčadi Videotona. Nakon povlačenja u prvu momčad, prvi nastup ostvaruje 15. ožujka 2011. godine u utakmici mađarskog kupa protiv Honvéda te se, nakon ulaska s klupe, uspijeva upisati u strijelce u 4:0 pobjedi. Prvi ligaški nastup je ostvario 22. svibnja 2011. godine kada je ušao s klupe u 1:0 porazu od Újpesta.
Sljedeće sezone odlazi na posudbu u Kecskemét. Nakon samo šest mjeseci posudbe, u kojoj je ostvario učinak od četiri gola i četiri asistencije, Videoton ga vraća. Sezonu je završio sa zabijenih šest golova i deset podijeljenih asistencija u najjačem mađarskom nogometnom razredu.
U sezoni 2014./15., sezoni u kojoj je Videoton osvojio naslov prvaka, Gyurcsó je zabio šest golova i podijelio čak 18 asistencija.

### Pogoń Szczecin
Dana 5. siječnja 2016. godine potpisuje za poljski Pogoń Szczecin. Debitirao je 15. veljače 2016. godine u 3:2 domaćoj pobjedi nad Koronom Kielce, kada je zabio pobjednički gol u 78. minuti utakmice.

### Hajduk Split
U Hajduk stiže u siječnju 2018. godine na šestomjesečnu posudbu s opcijom otkupa ugovora iz Pogoń Szczecina. Nakon dobro odrađenih zimskih priprema u kojima je bio najbolji strijelac s 3 pogotka, ustaljuje se u prvoj postavi. Prvi ligaški pogodak je postigao 3. ožujka 2018. godine u utakmici 24. kola sezone 2017./18. protiv Rudeša, u minimalnoj 1:0 pobjedi. Već u sljedećoj utakmici zabija novi pogodak. U utakmici protiv Istre 1961 zabija vodeći pogodak na utakmici, međutim Istra preokreće rezultat, ali Hajduk uspijeva dobiti s 3:2 golovima Saida i mladog vratara Karla Letice.
U prvoj sezoni je Mađar 14 utakmica zabio je šest golova na koje je dodao pet asistencija. Klub s Poljuda ga je nakon toga otkupio za 450 tisuća eura. Nakon otkupa je Gyurcsó u drugoj sezoni u Splitu imao 34 nastupa te zabio pet golova, ali i pridodao 11 asistencija. Nakon dolaska nogometnog trenera Damira Burića na klupi Hajduka, Mađar ispada iz prvog plana i vraća se u domovinu. "Kad sam vidio da nisam u prvom planu, imao sam želju vratiti se u Mađarsku. Čuo sam puno dobrih stvari o klubu, pogledao sam nekoliko utakmica i shvatio da dolazim u dobru momčad. Vjerujem da mogu pomoći momčadi. Želim igrati što više, dati što više golova. Tko zna, možda se vratim i u reprezentaciju. Ogromna je odgovornost igrati u Hajduku, navijači imaju velika očekivanja. Moj bivši suigrač Hugo Almeida rekao mi je da takav pritisak nije imao ni dok je nosio dres Bešiktaša.", izjavio je Gyurcsó u rujnu 2019. godine.

### Puskás Akadémia
U rujnu 2019. godine je Gyurcsó posuđen mađarskom klubu Puskás Akadémia. U prve četiri utakmice je zabio pet golova te asistirao jednom za klub iz Felcsúta. Za mađarsku momčad nastupio je 29 puta i postigao 7 pogodaka.

## Reprezentativna karijera
Dana 1. lipnja 2012. godine debitira za Mađarsku u prijateljskoj utakmici protiv Češke, kada ulazi s klupe u 65. minuti i zabiva pobjednički gol za 2:1. Tri dana poslije bilježi prvi nastup u početnoj postavi Mađarske, u utakmici protiv Irske.
Dne 10. listopada 2016. godine zabiva svoj prvi pogodak za reprezentaciju u službenim utakmicama, zabio je prvi gol u 2:0 pobjedi protiv Latvije u Rigi, u susretu 3. kola kvalifikacija za odlazak na SP u Rusiji 2018. godine.

### Pogodci za reprezentaciju
| #  | Datum               | Mjesto                               | Protivnik | Pogodak | Rezultat | Natjecanje                |
| -- | ------------------- | ------------------------------------ | --------- | ------- | -------- | ------------------------- |
| 1. | 1. lipnja 2012.     | Generali Arena, Prag, Češka          | Češka     | 1:2     | 1:2      | Prijateljska utakmica     |
| 2. | 10. listopada 2016. | Stadion Skonta, Riga, Latvija        | Latvija   | 0:1     | 0:2      | Kvalifikacije za SP 2018. |
| 3. | 13. studenog 2016.  | Groupama Arena, Budimpešta, Mađarska | Andora    | 3:0     | 4:0      | Kvalifikacije za SP 2018. |

## Statistike

### Klupska statistika
Ažurirano 14. ožujka 2018.
- Nas. = nastupi; Gol. = golovi

| Klub                   | Sezona            | Liga | Liga | Kup1 | Kup1 | Liga kup | Liga kup | Europa | Europa | Ukupno | Ukupno |
| Klub                   | Sezona            | Nas. | Gol. | Nas. | Gol. | Nas.     | Gol.     | Nas.   | Gol.   | Nas.   | Gol.   |
| ---------------------- | ----------------- | ---- | ---- | ---- | ---- | -------- | -------- | ------ | ------ | ------ | ------ |
| Videoton               | 2008./09.         | 0    | 0    | 3    | 2    | 3        | 0        | 0      | 0      | 6      | 2      |
| Videoton               | 2009./10.         | 0    | 0    | 1    | 2    | 4        | 0        | 0      | 0      | 5      | 2      |
| Videoton               | 2010./11.         | 1    | 0    | 2    | 1    | 0        | 0        | 0      | 0      | 3      | 1      |
| Videoton               | 2011./12.         | 13   | 2    | 4    | 0    | 5        | 1        | 0      | 0      | 22     | 3      |
| Videoton               | 2012./13.         | 26   | 4    | 6    | 0    | 3        | 0        | 11     | 0      | 46     | 4      |
| Videoton               | 2013./14.         | 19   | 3    | 2    | 0    | 7        | 3        | 2      | 1      | 30     | 7      |
| Videoton               | 2014./15.         | 26   | 6    | 5    | 1    | 1        | 0        | 0      | 0      | 32     | 7      |
| Videoton               | 2015./16.         | 17   | 7    | 2    | 0    | 0        | 0        | 6      | 2      | 25     | 9      |
| Videoton               | Ukupno            | 102  | 22   | 25   | 6    | 23       | 4        | 19     | 3      | 169    | 35     |
| Kecskemét (posudba)    | 2011./12.         | 16   | 4    | 4    | 0    | 2        | 0        | 2      | 0      | 24     | 4      |
| Kecskemét (posudba)    | Ukupno            | 16   | 4    | 4    | 0    | 2        | 0        | 2      | 0      | 24     | 4      |
| Pogoń Szczecin         | 2015./16.         | 14   | 2    | 0    | 0    | —        | —        | —      | —      | 14     | 2      |
| Pogoń Szczecin         | 2016./17.         | 35   | 5    | 6    | 1    | —        | —        | —      | —      | 41     | 6      |
| Pogoń Szczecin         | 2017./18.         | 18   | 2    | 2    | 0    | —        | —        | —      | —      | 20     | 2      |
| Pogoń Szczecin         | Ukupno            | 67   | 9    | 8    | 1    | 0        | 0        | 0      | 0      | 75     | 10     |
| Hajduk Split (posudba) | 2017./18.         | 3    | 2    | 1    | 0    | —        | —        | —      | —      | 4      | 2      |
| Hajduk Split (posudba) | Ukupno            | 3    | 2    | 1    | 0    | 0        | 0        | 0      | 0      | 4      | 2      |
| Ukupno u karijeri      | Ukupno u karijeri | 188  | 37   | 38   | 7    | 25       | 4        | 21     | 3      | 269    | 49     |

Bilješke
- 1: uključuje nastupe u Mađarskom kupu i Mađarskom superkupu

### Reprezentativna statistika
Ažurirano 12. ožujka 2018.
| Mađarska nogometna reprezentacija | Mađarska nogometna reprezentacija | Mađarska nogometna reprezentacija |
| Godina                            | Nastupi                           | Golovi                            |
| --------------------------------- | --------------------------------- | --------------------------------- |
| 2012.                             | 5                                 | 1                                 |
| 2013.                             | 2                                 | 0                                 |
| 2014.                             | 5                                 | 0                                 |
| 2015.                             | 0                                 | 0                                 |
| 2016.                             | 3                                 | 2                                 |
| 2017.                             | 3                                 | 0                                 |
| Ukupno                            | 18                                | 3                                 |

## Klupski uspjesi
Videoton:
- Nemzeti Bajnokság I (2): 2010./11., 2014./15.
- Magyar Ligakupa (1): 2011./12.
- Magyar szuperkupa (2): 2011., 2012.

## Vanjske poveznice
- Profil na Transfermarktu
- Profil na Soccerwayu